# اچ‌ام‌اس دروید (۱۹۱۱)
اچ‌ام‌اس دروید (۱۹۱۱) (به انگلیسی: HMS Druid (1911)) یک کشتی بود که طول آن ۷۵ متر (۲۴۶ فوت) بود. این کشتی در سال ۱۹۱۱ ساخته شد.